# ریشخند (فیلم ۱۹۸۰)
ریشخند (به انگلیسی: Carny) فیلمی محصول سال ۱۹۸۰ و به کارگردانی رابرت کیلور است. در این فیلم بازیگرانی همچون گری بیوسی، جودی فاستر، رابی رابرتسون، مگ فاستر، کنت مک‌میلان، الیشا کوک جونیور، تیم تامرسون، تئودور ویلسون، بیل مک‌کینی، برت رمسن، کریگ واسون و فرد وارد ایفای نقش کرده‌اند.